# ACF 피오렌티나 (여자)
ACF 피오렌티나(ACF Fiorentina)는 이탈리아의 토스카나주 피렌체를 연고로 하는 여자 축구 클럽이며, 이전 구단명인 '피오렌티나 위민스'로 익히 알려져있다. 현재 이탈리아의 여자 축구 리그인 세리에 A 펨미닐레에 참가하고 있다.
2015년에 ACF 피오렌티나가 피렌체를 연고로 하던 여자 축구 클럽인 ACF 피렌체(A.C.F. Firenze)를 인수하면서 ACF 피오렌티나 산하 여자 축구 클럽으로 설립되었다. 설립 당시 구단명은 'SSD 피오렌티나 위민스 FC'였다. 피오렌티나 위민스 FC는 이탈리아 최초의 프로 여자 축구 클럽이기도 하다. 2016-17 시즌에서는 세리에 A 펨미닐레, 코파 이탈리아에서 우승을 차지했고 2017-18 시즌에서는 코파 이탈리아 펨미닐레, 수페르코파 이탈리아 펨미닐레에서 우승을 차지했다.

## 성적
- 세리에 A 펨미닐레 1회 우승 (2016-17)
- 코파 이탈리아 펨미닐레 2회 우승 (2016-17, 2017-18)
- 수페르코파 이탈리아 펨미닐레 1회 우승 (2018)